# Dariush Mehrjui
Dariush Mehrjui (en persan : داریوش مهرجویی), ou Dariouch Mehrdjoui selon les règles de translittération française, est un réalisateur, scénariste et producteur iranien, né le 8 décembre 1939 à Téhéran et mort le 14 octobre 2023 à Karadj.
Son film La Vache est cité comme une œuvre majeure de l'histoire du cinéma iranien.
Il est considéré comme un créateur exigeant et l'un des grands intellectuels du cinéma iranien contemporain. La plupart de ses films s'inspirent du théâtre et de la littérature, reprenant souvent le canevas d'un roman ou d'une pièce du domaine persan ou étranger. Sara, récompensé par la Coquille d'or au Festival de Saint-Sébastien, se conçoit par exemple comme une relecture d'Une maison de poupée d'Henrik Ibsen.

## Biographie
Il se passionne d'abord pour la musique - il joue du santour puis du piano - avant de se tourner vers le cinéma.

### Carrière
Diplômé en philosophie de UCLA en 1964, Dariush Mehrjui réalise son premier film, Diamant 33 en 1966. Son film suivant, La Vache avec Ezzatollah Entezami dans le rôle principal, est une œuvre majeure de sa filmographie et de l'histoire du cinéma iranien. Ce film, considéré comme l'un des premiers de la nouvelle vague iranienne, est censuré par le régime du Shah. Après la sortie de L’école où nous allions (1980), interdit en Iran, il passe quelques années en France où il réalise un docu-fiction : Le Voyage au pays de Rimbaud,. Sans être politiques, ses films ont une forte dimension sociale. Plusieurs d'entre eux sont censurés par le régime de la république islamique. Santouri, qui raconte la descente aux enfers d'un musicien qui ne peut pas vivre de son art à cause de la censure, est lui-même interdit quatre ans avant de pouvoir être projeté en Iran. En plus de son activité de cinéaste, il a aussi traduit en persan des livres d'Eugène Ionesco et d'Herbert Marcuse.
En 2005, il est président du jury international de la 11e édition du festival international des cinémas d'Asie de Vesoul.

### Mort
En octobre 2023, Daryush Mehrjui, 83 ans, et sa femme, Vahideh Mohammadifar, sont assassinés à coups de couteau à leur domicile à Karaj, près de Téhéran. Si les motivations de ce double assassinat sont inconnues, l'hypothèse du meurtre politique n'est pas écartée : « nombre d’observateurs n’excluent pas un meurtre politique ».
Fin octobre 2023, Hossein Fazeli-Harikandi, le chef de la justice pour la province d’Alborz annonce l'arrestation de quatre hommes suspectés dans l’assassinat de Daryush Mehrjui et de son épouse. Parmi ces suspects, il y a un ancien jardinier du réalisateur. Le crime aurait pour origine une dette de 300 millions de rials (soit environ 600 euros) que Daryush Mehrjui devait à son ancien jardinier. Cette thèse soulève des doutes au sein de l'opposition,.

### Héritage
Référence du cinéma d'auteur iranien, Daryush Mehrjui a eu une influence sur de nombreux réalisateurs, comme Marva Nabili.

## Filmographie

### Réalisateur
- 1966 : Almaas 33 (الماس ۳۳
- 1969 : La Vache (en persan : گاو, Gāv)
- 1971 : Postchi (Le Postier)
- 1972 : Aghaye Hallou (M. Naïf)
- 1974 : Le Cycle (Dayereh mina)
- 1980 : Hayate poshti madreseye Adl-e-Afagh (L'École où nous sommes allés)
- 1983 : Voyage au pays de Rimbaud (documentaire en français)
- 1986 : Ejareh-Neshinha (Les Locataires)
- 1988 : Shirak
- 1990 : Hamoun (en persan : هامون)
- 1991 : Baanoo (La Dame)
- 1993 : Sara (en persan : سارا)
- 1995 : Pari (en persan : پری)
- 1996 : Leila
- 1998 : Le Poirier (Derakhte golabi)
- 2000 : The Mix
- 2000 : Les Contes de Kish (séquence Dokthar Dā'i gom shode / Ma cousine est perdue)
- 2002 : Bemani (Rester)
- 2004 : Mehman-e maman (Les Invités de maman)
- 2006 : Fereshte va farsh
- 2007 : Santouri